# هيلين بار
هيلين بار أو الستيغيرل (بالإنجليزية: Helen Parr)‏ هي شخصية خيالية في أفلام أبطال خارقون.

## وصلات خارجية
- disneynews